# Ciężka Turnia
Ciężka Turnia (niem. Verborgener Turm, słow. Ťažká veža, węg. Cseh-tavi-torony), 2254 m) – szczyt tatrzański w bocznej grani odchodzącej od Niżnich Rysów w kierunku wschodnim. Grań ta oddziela najwyższe piętra Doliny Ciężkiej (Ťažká dolina, Česká dolina) – Dolinkę Spadową (Spádová dolinka) od Ciężkiego Kotła. Nazwa pochodzi od Doliny Ciężkiej. Dawniej szczyt zwany był Czeską Turnią, jednak nie ma on nic wspólnego z Czechami, a Witold Henryk Paryski udowodnił, że nazwa ta była wynikiem błędu. Paradoksalnie, Słowacy nadal nazywają go Czeską Turnią.
Od wierzchołka Ciężkiej Turni odchodzą trzy granie:
- zachodnia, która łączy szczyt z Niżnimi Rysami; grań ta, początkowo łagodnie nachylona, opada uskokiem na Niżnią Spadową Przełączkę; dalej w stronę Niżnich Rysów znajdują się w niej jeszcze Ciężka Turniczka i Pośrednia Spadowa Przełączka
- północno-wschodnia, opadająca przez płytko wcięty Spadowy Przechód i Ciężką Przehybę, gdzie rozdwaja się na dwa masywne filary, z których orograficznie lewy stanowi ograniczenie dla progu Dolinki Spadowej
- południowo-wschodnia, najbardziej skomplikowana topograficznie; znajdują się w niej kolejno: Wyżni Ciężki Przechód, Ciężkie Igły, Ciężka Szczerbina, Ciężka Baszta, Pośredni Ciężki Przechód, dwuwierzchołkowy Ciężki Kopiniak oraz Niżni Ciężki Przechód.

Granie północno-wschodnia i południowo-wschodnia obejmują trawiasto-płytową depresję we wschodniej ścianie Ciężkiej Turni, zwaną Ciężkim Korytem.
W kierunku południowym, w stronę Zmarzłego Stawu w Dolinie Ciężkiej odchodzi od wierzchołka filar o ścianach osiągających około 250 m wysokości. W filarze tym, w dolnej części rozdwojonym, sterczy Ciężki Mnich.
Ciężka Turnia ma cztery ściany, w których wytyczono wiele dróg wspinaczkowych. Najwyższa jest ściana wschodnia, licząca około 550 m różnicy wzniesień. Ma ona kształt trójkąta o podstawie długości około 300 m. Jej ograniczenie stanowią granie północno-wschodnia i południowo-wschodnia, pomiędzy którymi znajduje się Ciężkie Koryto. Ściana południowa, usytuowana naprzeciwko ściany Galerii Gankowej, liczy około 300 m wysokości i charakteryzuje się litą, mocną skałą. Najbardziej stroma jest w dolnej części, gdzie kilkadziesiąt metrów ponad piargami Ciężkiego Tarasu ciągnie się pas okapów. Ściana południowo-zachodnia, 180-metrowej wysokości, jest w swej lewej części bardzo silnie urzeźbiona. Podstawa tej ściany, po prawej wyraźnie ukośna, znajduje się w Ciężkim Kotle. Najmniejszą wysokość, około 120 metrów, ma ściana północna. Opada ona do Spadowego Kociołka w Dolince Spadowej.
Pierwsze odnotowane wejścia turystyczne:
- latem – Włodzimierz Boldireff, Mieczysław Karłowicz, 23 sierpnia 1908 r.,
- zimą – Zbigniew Korosadowicz, 22 grudnia 1931 r.[4]

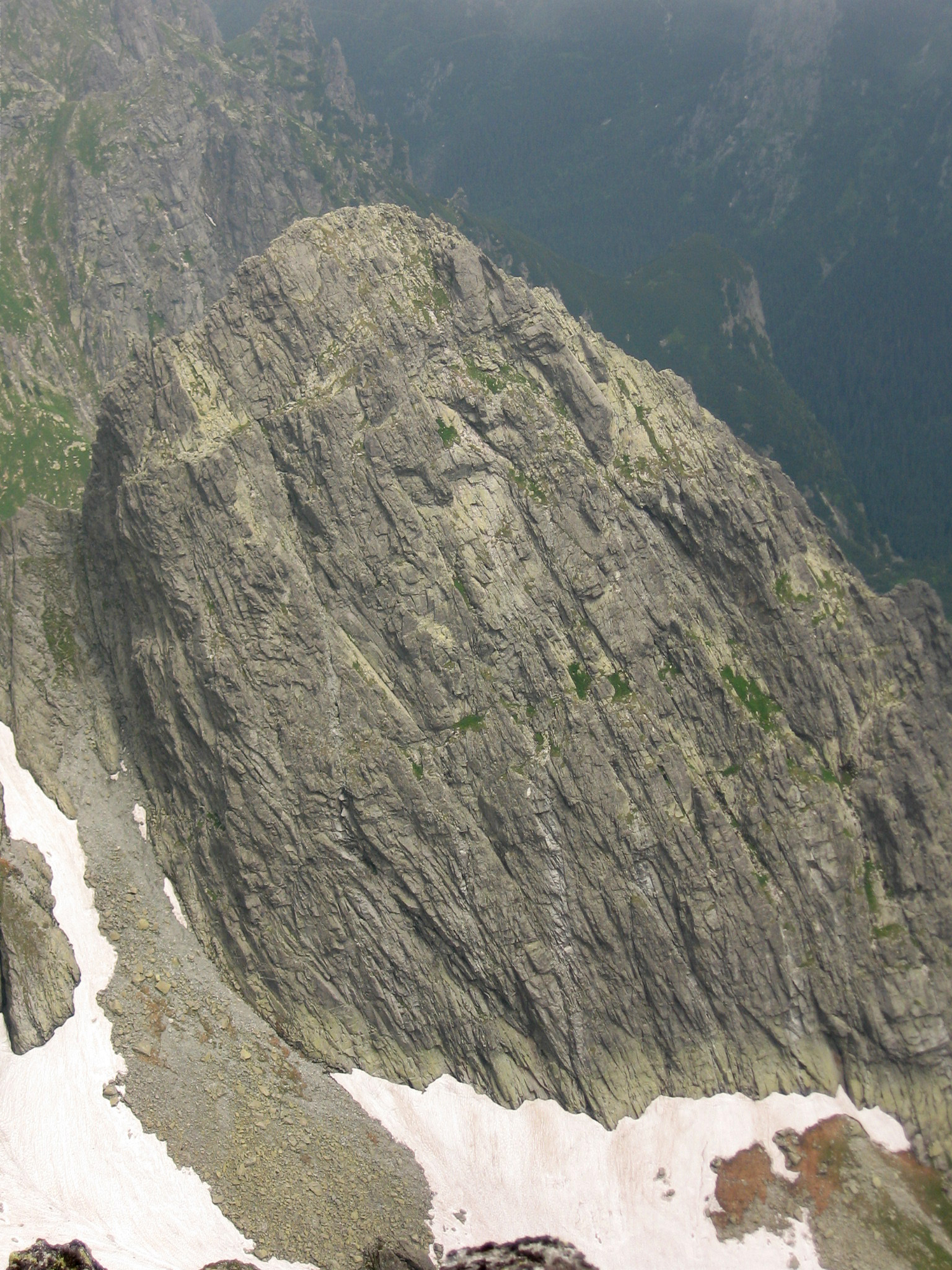
Południowo-zachodnia ściana Ciężkiej Turni, widziana z Rysów
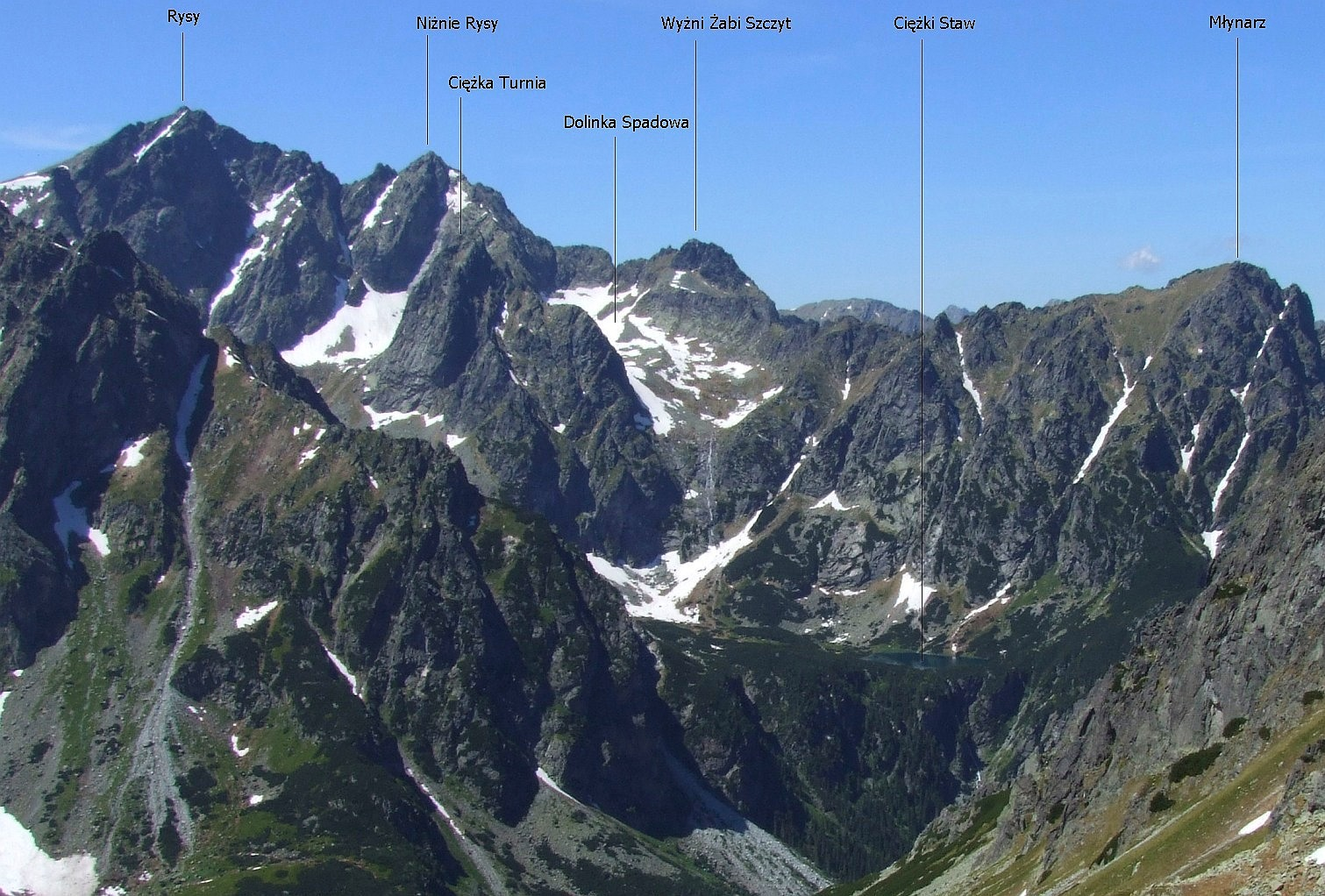
Widok na Ciężką Turnię z Doliny Litworowej
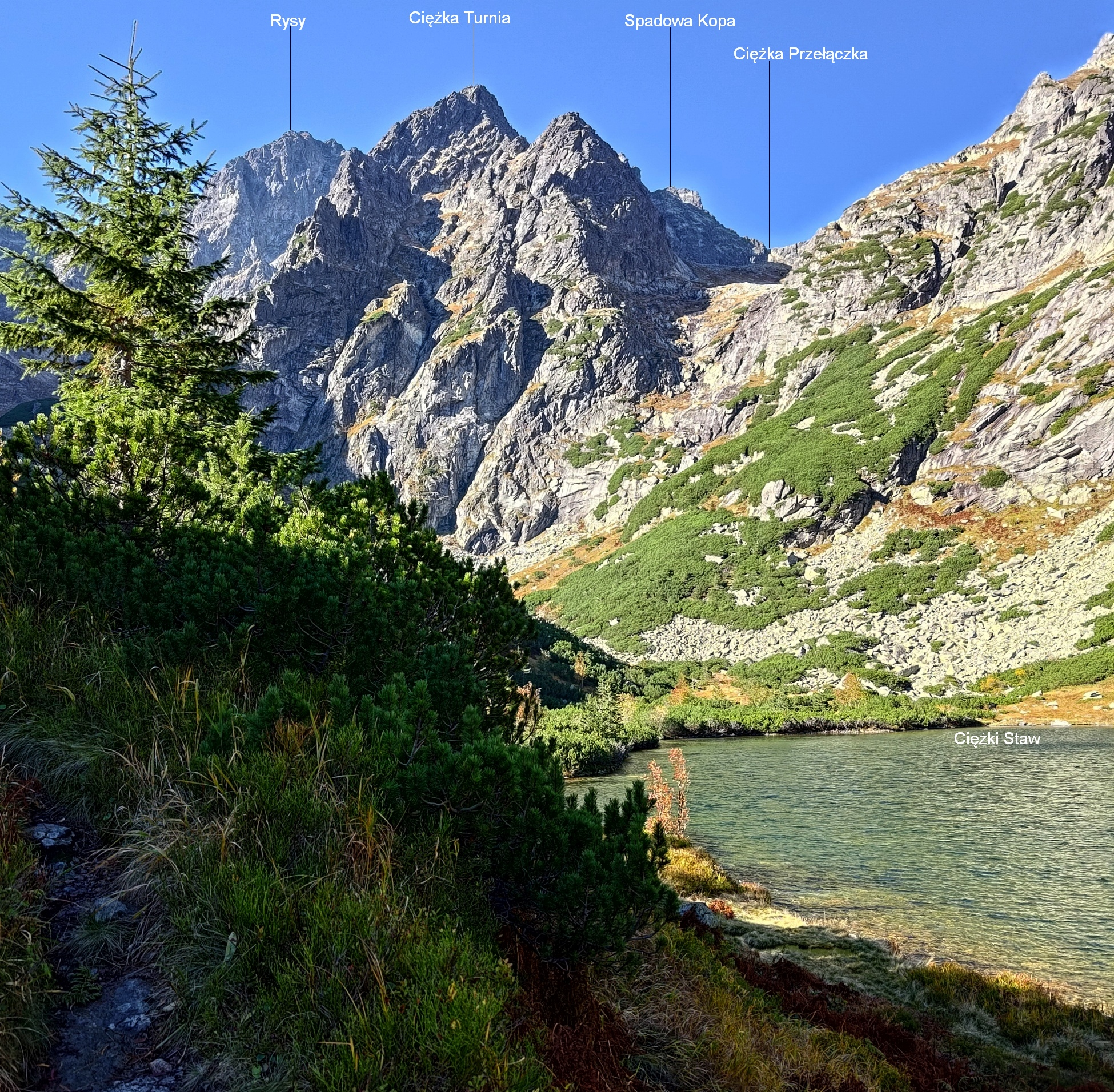
Widok znad Ciężkiego Stawu
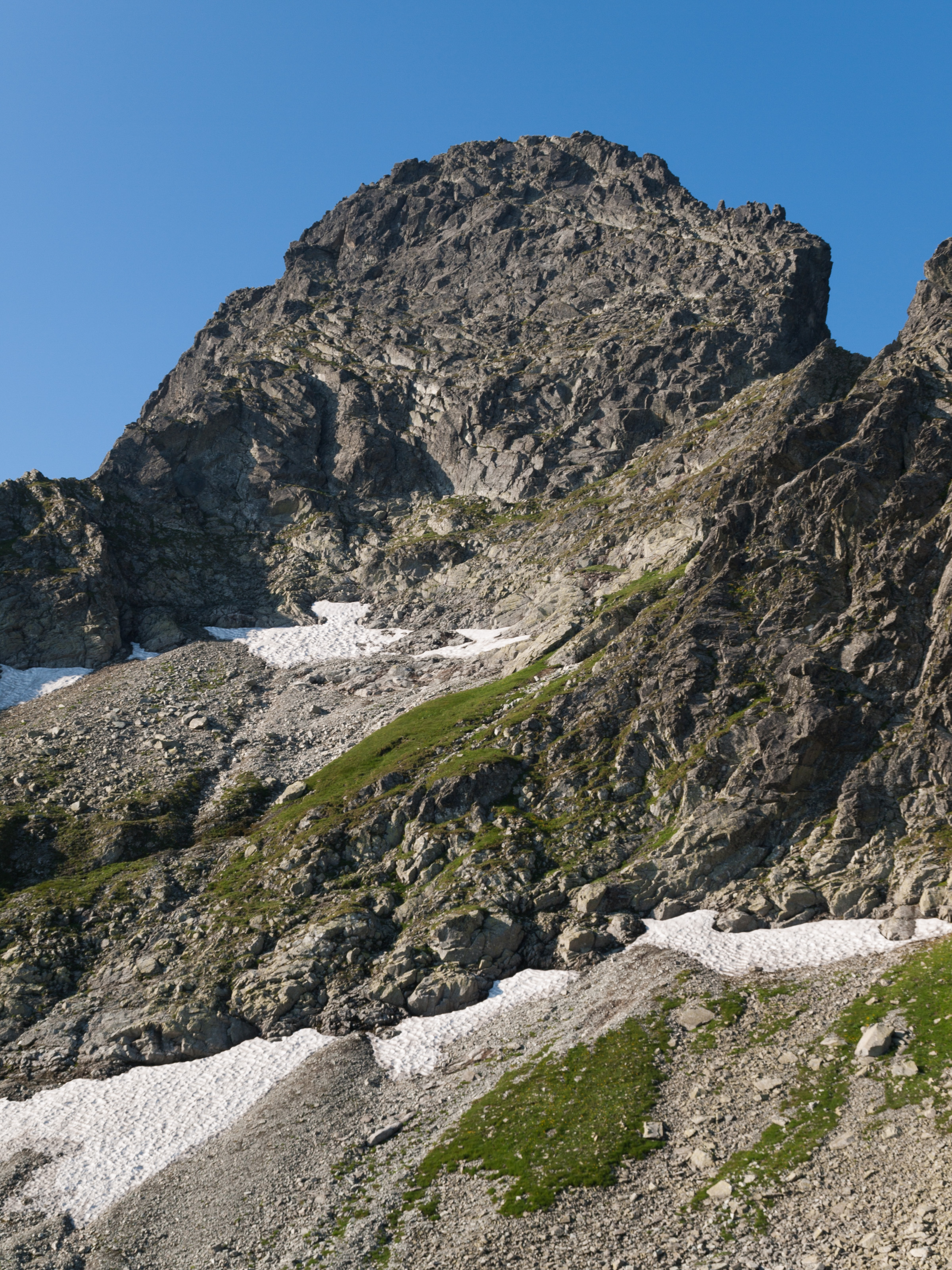